# Uatama River
Uatama River (portugisiska: Río Uatumã) är en flod i Brasilien belägen i kommunen Presidente Figueiredo i delstaten Amazonas, i den nordvästra delen av landet, 2 000 km nordväst om huvudstaden Brasília.
I omgivningen runt Uatama River växer i huvudsak städsegrön lövskog och trakten är nära nog obefolkad, med mindre än två invånare per kvadratkilometer.